# Arc (arhitectură)

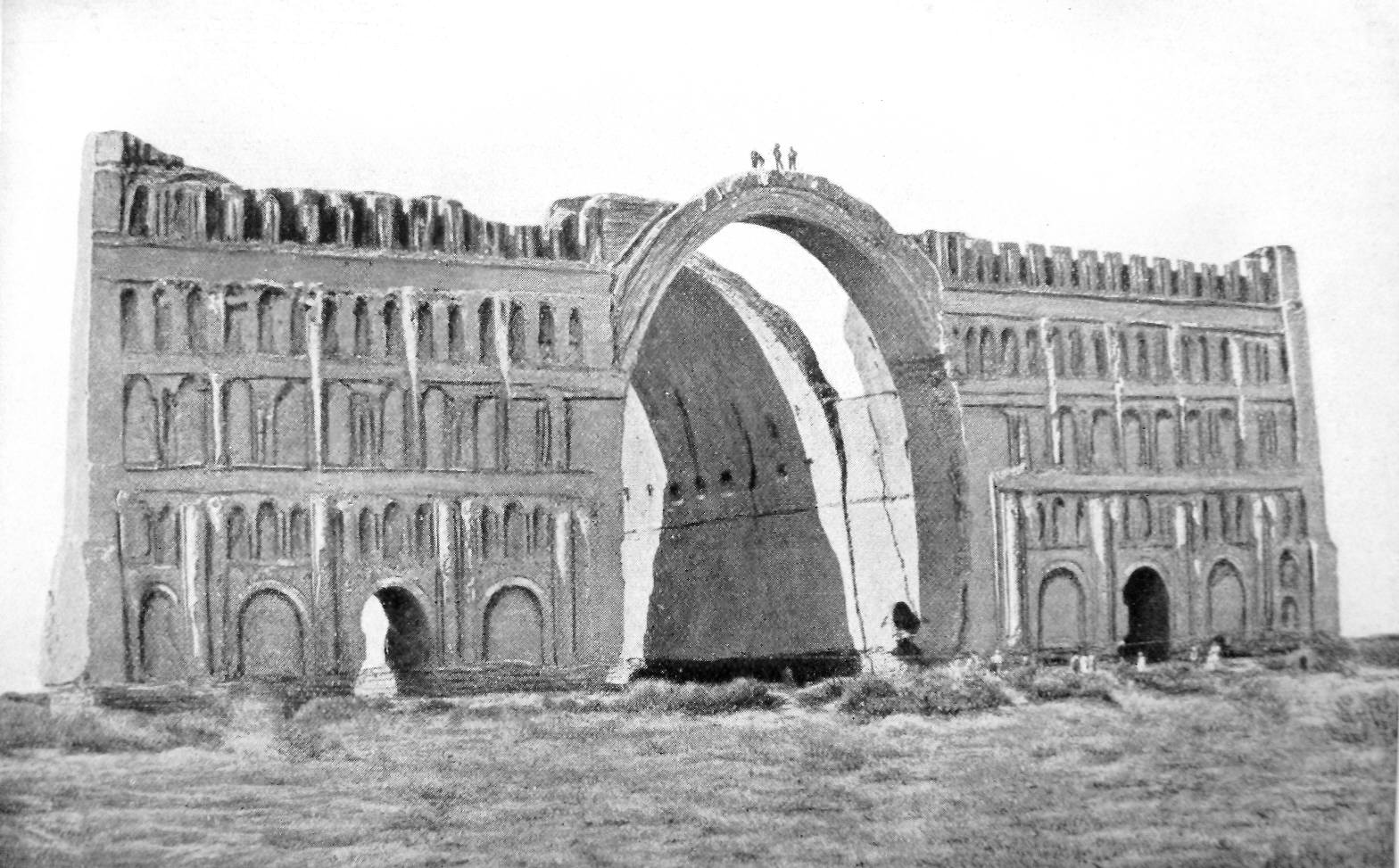
Taq Kasra, "Arcul de la Ctesiphon", cca. sec. III-VI, Irak (1864)

Arcul este un element de arhitectură în forma arcuită care descrie un traseu curb între două puncte de sprijin și care susține un zid deasupra unei deschideri, leagă între ele două ziduri, două coloane sau întărește intradosul unei bolți.

## Funcția arcului
Orice gol practicat într-o zidărie, executată din elemente mici (cărămizi, blocuri de piatră fasonată), suportă din partea superioară golului o presiune, mai mare sau mai mică, în funcție de distanța dintre reazemele pline și de mărimea sarcinilor superioare. Această presiune este preluată prin structuri capabile să distribuie încărcarea către reazeme. Atunci când aceste structuri sunt executate din elemente mici, ca în cazul zidăriei, se recurge la arce care, prin forma lor, transformă efortul de încovoiere în efort de compresiune, mai ușor de suportat de către zidărie.
În esență, arcul preia încărcările continui de deasupra (zid, fronton, acoperiș) și le distribuie lateral, către elementele portante verticale punctuale (coloane, pilaștri, zid discontinuu).

## Construcția arcului
Arcul este construit pornind din cele două puncte care încadrează deschiderea către partea superioară. Arcul se încheie cu bolțari care se sprijină unii pe alții, având în centru bolțarul denumit cheie de boltă. Până la fixarea bolțarului-cheie de boltă, arcul în curs de construire este susținut cu ajutorul unei schele de lemn, numită cintru. Odată construit arcul, acesta este apt să suporte și să transmită în jos greutatea zidului sau a acoperișului pe care îl susține. Contraforții sau îngroșările verticale ale zidurilor servesc la menținerea acestora în poziție verticală, învingând presiunea spre exterior exercitată de arc; totodată ei au rolul de a împiedica prăbușirea acestuia.

## Clasificare

Tipuri de arce

După forma traseului, realizat dintr-o curbă sau din combinații de curbe, se definesc diferite tipuri de arcuri:
- Arcul în plin cintru sau semicircular, denumit și arc roman, propriu arhitecturii romane și, ulterior, celei clasice
- Arcul frânt sau ogival - arc  întâlnit mai ales în arhitectura maură și, ulterior în arhitectura gotică[3]
- Arcul în acoladă
- Arcul trilobat sau treflat - este format din întretăierea a trei arce de cerc. Specific goticului venețian, a fost folosit în Transilvania, la unele portaluri gotice timpurii, devenind foarte frecvent abia în secolul al XVIII-lea în Țara Românească.[5]
- Arcul polilobat
- Arcul turtit sau plat
- Arcul supraînălțat
- Arcul în potcoavă - apărut mai întâi în 709, la Marea Moschee din Damasc, a fost mult folosit de arabi, pentru posibilitățile sale atât structurale cât și decorative[6], mai ales în Spania și în Magreb.
- Arcul obtuz - cunoscut în Anglia sub numele de "arc Tudor" provine și el din arhitectura arabă.[6]
- Arcul rampant sau crescător
- Arcul butant - subsistem structural propriu marilor catedrale gotice, menit să preia, prin fracțiuni de arc, împingerile laterale ale bolților și să le descarce, la exterior, prin contraforți, către fundație[3]
- Arcul de descărcare - se obține prin dispunerea în formă de arc a zidăriei deasupra unei deschideri, procedeu prin care, întrerupându-se zidăria normală, în asize orizontale de piatră sau cărămidă, se distribuie eforturile în părțile laterale, astfel ocolindu-se zona sensibilă, ca la așa-zisul mormânt al lui Agamemnon, sau la Poarta Leilor de la Micene[3]
- Arcul dublou - arc suplimentar care reprezintă o întăritură adăugată intradosului unei bolți în plin cintru în zonele unde aceasta se descarcă pe puncte de sprijin discontinui de tipul coloanei sau pilastrului, menită a concentra în acea zonă sensibilă rezistența la împingere a bolții[3]